# Плејаде (митологија)
Плејаде (грч. Πλειάδες) (лат. Pleiades) су кћерке титана Атланта и океаниде Плејоне.
Оне представљају седам сјајних звезда на небу, у сазвежђу Бика које могу да се виде голим оком у летњим месецима.

## Митологија
Када су њихове посестриме Хијаде умрле од туге за својим мртвим братом Хијантом, одузеле су себи живот од жалости, а бог Зевс их је све претворио у звезде.
Било их је седам:
- Маја
- Мереопа
- Електра
- Тајгета
- Алкиона
- Келена
- Стеропа

У грчким митовима су значајнију улогу имале прве три. Маја, која је постала мајка бога Хермеса, Меропа, жена коринтског краља Сизифа и Електра, мајка краља Дардана, праоца Ила, оснивача Троје.
Плејаде су, према неким митовима доносиле амброзију боговима из земаља на Западу, а томе одговара и њихово грчко име „Peleiades“ или голубице. Према другим тумачењима, њихово име потиче од речи „Pleo“ или пловити, пловити бродом, због тога што је њихов излазак на небеском своду, означавао повољно време за пловидбу.
Према предању, свака од њих је била миљеница неког бога, сем Меропе, која се одлучила за смртника, Сизифа, коме је подарила сина Глаука.
На небеском своду или у астрономском атласу Плејаде — Влашићи, се налази у близини Хијада у сазвежђу Бика. То је блистава скупина од 120 звезда, од којих се голим оком може видети девет најсветлијих, а астрономи су друштву од седам митских Плејада додали још и Плеона и Атлантиду.
Претпоставља се да назив Плејаде потиче од грчке речи што значи пловити или речи плеидос, што значи пуно, многобројно.